# マイケル・ポスタン
サー・マイケル・モイゼイ・ポスタン（英語:Sir Michael Moissey Postan、1899年9月24日 - 1981年12月12日）は、ロシア・ベッサラビア（現:モルドバ・ベンデル）出身、イギリスの経済史家、歴史家。ケンブリッジ大学名誉教授。

## 人物
1937年からケンブリッジ大学の経済史教授を務め、1963年から1966年にかけて経済史学会の会長を務めた。また、マルクス主義や歴史学派の経済発展段階説を「進化的偏見」と排撃して19世紀の歴史学を20世紀の歴史学に受容できないと主張した。
最初に娶った妻は同国出身の経済史家アイリーン・パウアだったが、1940年に死別。その後、シンシア・ロザリー・ケッペル（Cynthia Rosalie Keppel）夫人と結婚し、2人の子を儲けた。
当時ロシア領土だったベッサラビア（現:モルドバ・ベンデル）のユダヤ人の家庭に生まれる。高校卒業後、サンクトペテルブルク大学やキエフ大学などで学んだ。
1917年に十月革命が起きると、1919年頃にはイギリスに亡命した。亡命後はユニヴァーシティ・カレッジ・ロンドンやロンドン・スクール・オブ・エコノミクスで教授となった。
1937年にアイリーン・パワーと結婚するが、1940年に死別。
1938年からケンブリッジ大学で教授を務める。後に名誉教授。1981年12月12日、ケンブリッジで亡くなった。
日本では『中世の経済と社会』や『戦後ヨーロッパ経済史』の翻訳が知られている。